# Lidia Falcón
Lidia Falcón, née le 13 décembre 1935 à Madrid, est une avocate et femme de lettres féministe espagnole. Elle peut être rattachée au féminisme marxiste.

## Biographie
Sa mère, Enriqueta O'Neill, a travaillé dans la censure du Régime de Franco. Grâce à son parrain, le chef de la censure à Barcelone et politique carliste José Bernabé Oliva, elle a commencé dans le journalisme.
Opposée à la dictature franquiste, Lidia Falcón est arrêtée, en septembre 1974, par la police franquiste et détenue jusqu'en juin 1975.

## Œuvres
- Lettres à une idiote espagnole, correspondance avec Eva Forest, éditions des femmes, 1975, 366 p.  (ISBN 2-7210-0016-0)
- Enfers, éditions des femmes, 1979, 189 p.  (ISBN 2-7210-0145-0)

## Sur Lidia Falcón
- (en) The Feminist Encyclopedia of Spanish Literature, Greenwood Publishing Group, 2002.
- (es) John Gabriele, El teatro breve de Lidia Falcón, éd. Fundamentos, 1997.
- (es) John Gabriele, Lidia Falcón : teatro feminista, éd. Fundamentos, 2003.